# Biblia Valenciana
Biblia Valenciana (kat. Bíblia Valenciana) – pierwszy wydany drukiem przekład Pisma Świętego na język kataloński. Tłumaczem był kartuski mnich Bonifaci Ferrer (1350–1417). Przekład z łacińskiej Wulgaty został wydany w roku 1478 w Walencji. Był to czwarty pierwodruk Biblii (po łacińskiej Biblii Gutenberga z 1455, niemieckiej Biblii Mentelina z 1466 i włoskiej Biblii Malermi z 1471).

## Historia
Na przełomie XIII i XIV wieku istniały różne rękopiśmienne tłumaczenia Biblii w języku katalońskim. Drukarze z Walencji postanowili wydać jeden z nich drukiem. Pierwotnie miał to być rękopis konwertyty zwanego Llagostera. Ponieważ jednak był to przekład pełen archaizmów wybrano manuskrypt którego autorem był mnich Bonifaci Ferrer, brat Vicentego Ferrera. Informację o jego autorstwie zawiera kolofon umieszczony na ostatniej stronie. Prawdopodobnie rękopis opracował Berenguer Vives a poprawił Daniel Vives. Nowa wersja została ukończona w roku 1477. Alfonso Fernández de Córdoba i Lambert Palmart rozpoczęli druk w lutym 1477 a zakończyli w marcu 1478. W ten sposób kataloński stał się czwartym językiem w którym wydano drukiem pełny przekład Pisma Świętego. 
Jednakże ustanowiona w Hiszpanii w roku 1480 Święta inkwizycja wkrótce zaczęła podejrzewać, że jest to tekst heretycki i w 1482 rozpoczęło się dochodzenie. Po długim procesie Daniel Vives w roku 1486 został uznany za odpowiadającego za to wydanie Biblii i skazany na karę wysokiej grzywny oraz utratę praw obywatelskich. Nakazano też spalić wszystkie jej kopie, niszcząc wydane egzemplarze z dużym zaangażowaniem.

## Odkrycie karty z Biblia Valenciana
Jedyny egzemplarz miał się uchować na Zamku Królewskim w Sztokholmie jednak spłonął w pożarze z 1697 roku. Działania inkwizycji mające na celu zniszczenie dzieła były na tyle skuteczne, że przez kilka wieków samo istnienie tego przekładu było kwestionowane. Dopiero w XIX wieku odkryto nieznany wcześniej Psałterz, którego tekst pochodził z Biblia Valenciana (został on opublikowany w roku 1993 przez Jordiego Venturę w książce La Bíblia valenciana: recuperació de la història d'un incunable en català).
Po publikacji książki Viaje literario a las iglesias de España (Madryt 1806) pisarza Jaume'a Villanuevy pojawiły się również niepotwierdzone informacje o tym, że Joan Baptista Civera w 1646 roku miał wspomnieć o Biblia Valenciana w swoim rękopisie kroniki Annales de la presente casa de Porta-Coeli. Według Civery, ku jego wielkiemu zaskoczeniu, kiedy pisał historię kartuskiego klasztoru Porta Coeli (gdzie mieszkał mnich Bonifaci Ferrer) miał otrzymać od duchownego z Walencji cztery strony z Biblia Valenciana wraz z odręcznym zapewnieniem, że autorem tłumaczenia był właśnie Ferrer. Ten właśnie fragment kroniki Civery przytoczył Jaume Villanueva w swojej książce. Jednakże ponieważ manuskrypt kroniki Civery był uważany za zaginiony nie był to argument przesądzający o istnieniu drukowanej Biblii Valenciana.
Rękopis Civery został znaleziony pod koniec XIX wieku w wiejskim domu w Benicalap (obecnie dzielnica Walencji). W roku 1908 został zaprezentowany na wystawie Rat Penata. Wówczas, ku zdumieniu wszystkich, okazało się, że Civera umieścił jedną kartę ponumerowaną 362/363 z Biblia Valenciana w swoim rękopisie. Uczeni z Walencji próbowali odkupić książkę jednak właściciel wcześniej sprzedał ją antykwariuszowi z Barcelony. Ostatecznie karta trafiła do Hispanic Society w Nowym Jorku gdzie jest przechowywana. Badania przeprowadzone w 1909 roku przez Konrada Haeblera potwierdziły, że jest to karta z Biblia Valenciana. Jest to jedyny zachowany arkusz tego przekładu Biblii, zawiera końcówkę rozdziału 20 oraz rozdziały 21 i 22 Księgi Objawienia, a także kolofon i odręczny komentarz.